# Titularbistum Damiata dei Greco-Melkiti
Damiata dei Greco-Melkiti ist ein Titularerzbistum der römisch-katholischen Kirche, das vom Papst an Titularerzbischöfe aus der mit Rom unierten Melkitischen Griechisch-Katholischen Kirche vergeben wird.
Es geht zurück auf ein früheres Bistum der antiken Stadt Damiette in Ägypten (spätantike römische Provinz Aegyptus Herculea bzw. Augustamnica) im östlichen Nildelta, das der Kirchenprovinz Pelusium angehörte.
| Titularerzbischöfe von Damiata dei Greco-Melkiti |                                                 |                                                                                          |               |                  |
| Nr.                                              | Name                                            | Amt                                                                                      | von           | bis              |
| 1                                                | Eugène-Louis-Marie Lion                         | Apostolischer Delegat (Irak)                                                             | 13. März 1874 | 8. August 1883   |
| 2                                                | Paul-Raphaël Abi Mourad                         | Weihbischof im Melkitisch-Griechisch-Katholischen Patriarchat Jerusalem (Palästina)      | 2. Juli 1900  | 8. August 1935   |
| 3                                                | Antonio Farage                                  | Patriarchalprokurator im Patriarchat Antiochia (Syrien)                                  | 7. März 1961  | 9. November 1963 |
| 4                                                | Nicolas Hajj SDS Titularerzbischof pro hac vice | Weihbischof in Patriarchat Antiochia (Syrien)                                            | 30. Juli 1965 | 3. November 1984 |
| 5                                                | Joseph Jules Zerey                              | Weihbischof im Patriarchat Antiochia (Syrien) Apostolischer Vikar von Jerusalem (Israel) | 22. Juni 2001 |                  |